# Snytsbo

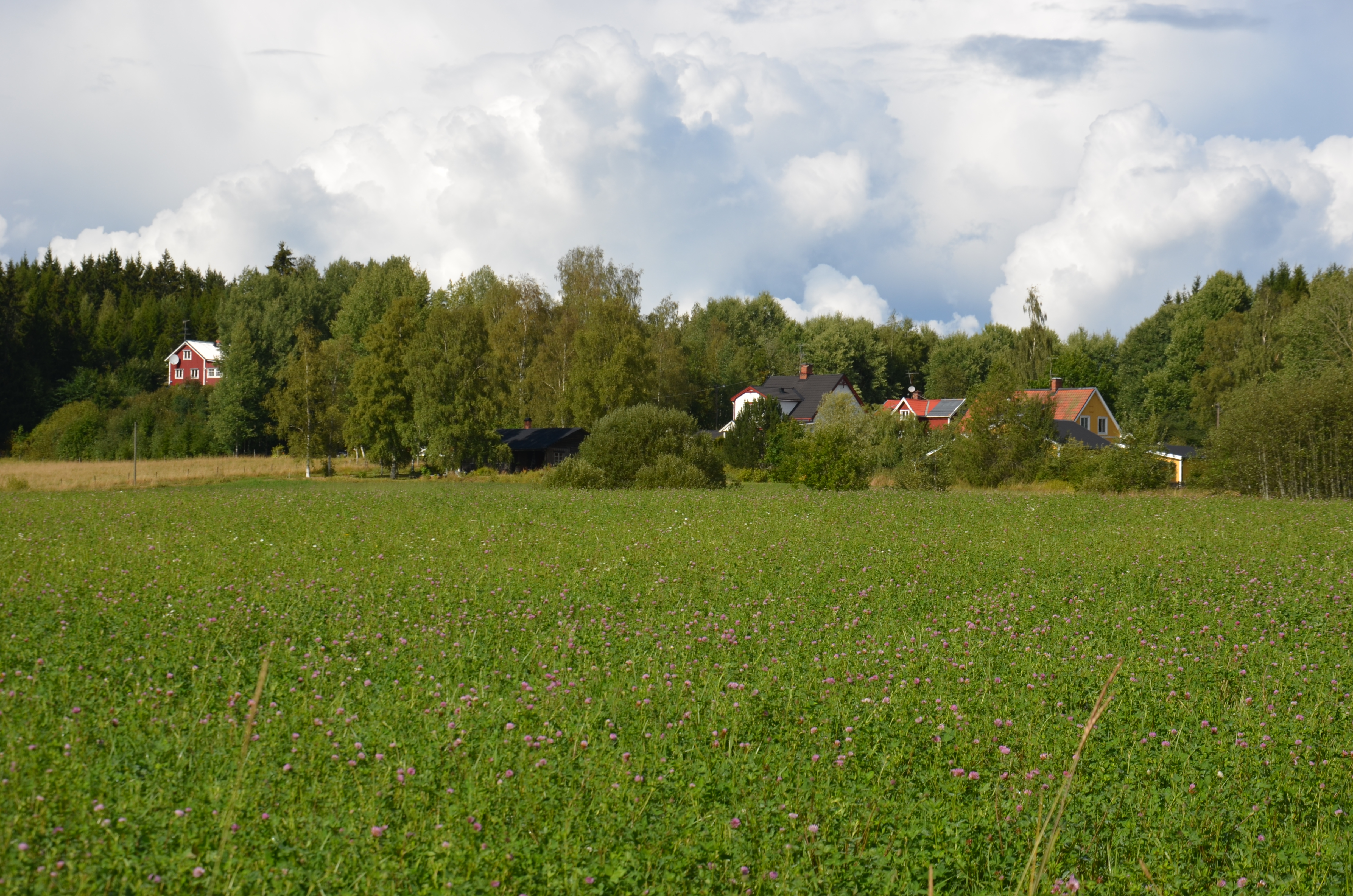
Snytsbo

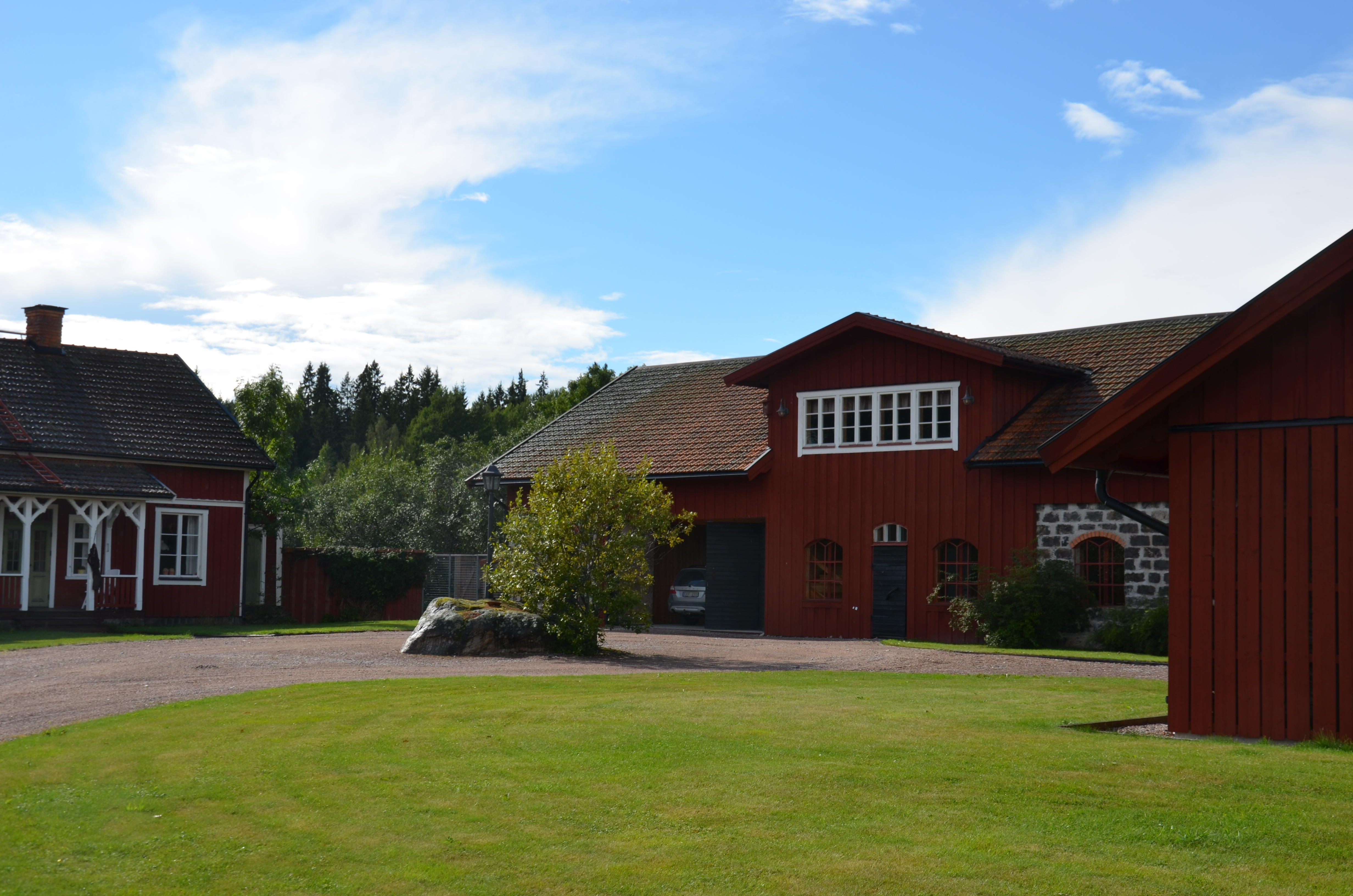
Snytsbo gård

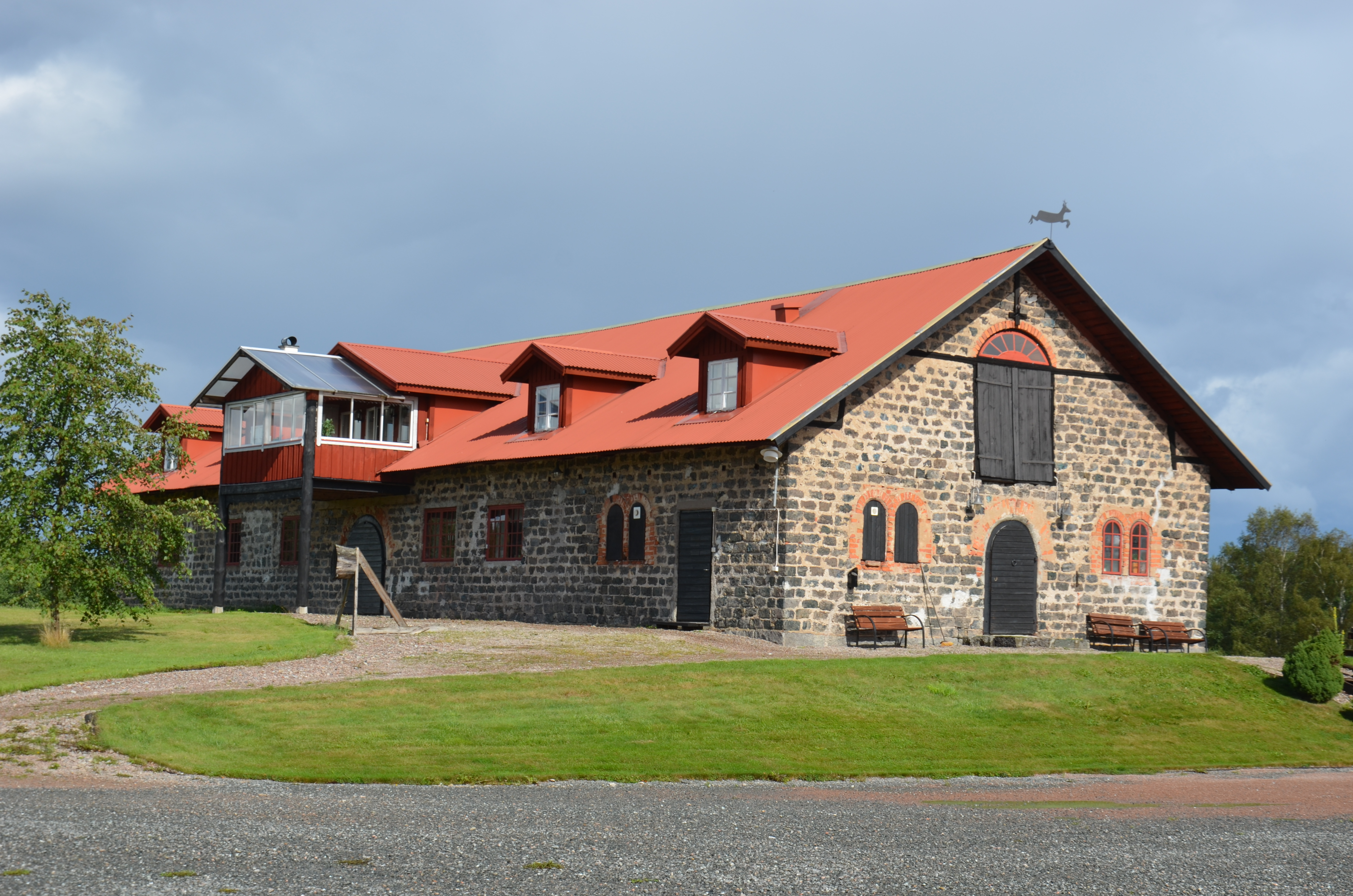
Snytsbo gård, ekonomibyggnad

Snytsbo är en by i Karbennings socken i Norbergs kommun i Västmanlands län.
Snytsbo ligger strax norr om sjön Snyten och nära järnvägsknuten med stationsnamn Snyten, vid mötespunkten mellan järnvägen Godsstråket genom Bergslagen och tidigare Norbergs järnväg, vilken numera trafikeras av  museijärnvägsföreningen Engelsberg-Norbergs Järnväg. I Snytsbo har bedrivits hyttverksamhet och hammarsmide. Rester av hyttan och hyttdammen finns i mitten av byn.
AB Karl Hedin har en konferensanläggning på Snytsbo gård. Vid skogsbranden i Västmanland 2014 var elden tisdagen den 5 augusti, den dag då branden hade sin största utbredning, endast 200 meter från gården. Elden hade då hoppat över sjön Snyten, som var den norra begränsningslinjen i brandbekämpningen. Gården räddades undan elden genom insats av frivilliga och med hjälp av vattenbegjutning från luften av helikopter.